# David Walkowiak

Wappen von David Walkowiak

David John Walkowiak (* 18. Juni 1953 in Cleveland, Ohio, USA) ist Bischof von Grand Rapids.

## Leben
David Walkowiak empfing am 9. Juni 1979 das Sakrament der Priesterweihe.
Am 18. April 2013 ernannte ihn Papst Franziskus zum Bischof von Grand Rapids. Der Erzbischof von Detroit, Allen Vigneron, spendete ihm am 18. Juni desselben Jahres die Bischofsweihe; Mitkonsekratoren waren der emeritierte Bischof von Grand Rapids, Walter Allison Hurley, und der Bischof von Cleveland, Richard Gerard Lennon.